# Ахурян (село)
Вижте пояснителната страница за други значения на Ахурян.
Ахурян (на арменски: Ախուրյան) е село и община в Армения, област Ширак. Според Националната статистическа служба на Армения през 2012 г. общината има 9668 жители.

## Демография
Броят на населението в годините 1886–2004 е както следва: